# Leonardo de Sousa Pereira
Leonardo de Sousa Pereira (3 de febrero de 1995), más conocido como Léo Ceará, es un futbolista brasileño que juega como delantero en el Kashima Antlers de la J1 League.

## Primeros años
Nacido en Fortaleza, Ceará, se incorporó a las inferiores del E. C. Vitória donde militó hasta su debut profesional, el 23 de enero de 2014, sustituyendo al brasileño Alan Pinheiro en la victoria por 3 a 1 ante el A. D. Confiança por la Copa del Noreste.

## Carrera
Siguió jugando en el club hasta ser cedido a préstamo en 2016 al F. C. Ryukyu de Japón y luego fue cedido otra vez pero al Campinense de Campina Grande en Paraíba, donde jugó la mitad del año 2017.
Para la temporada 2017/2018 firmó fue a préstamo al A. D. Confiança y luego al Clube de Regatas Brasil donde estuvo durante todo el 2019.
Durante 2020 siguió en el E. C. Vitória pero no fue parte del equipo principal hasta agosto de 2020. Al año siguiente fichó por le Yokohama F. Marinos donde estuvo hasta 2022.
Ya a principios de 2023, fichó para su actual equipo, el Cerezo Osaka.

## Trayectoria

### Clubes
| Club                     | País          | Año       | Part. | Goles |
| ------------------------ | ------------- | --------- | ----- | ----- |
| E. C. Vitória            | Brasil        | 2015-2021 | 64    | 25    |
| F. C. Ryukyu (cedido)    | Japón         | 2016      | 25    | 2     |
| Campinense (cedido)      | Brasil        | 2017      | 6     | 3     |
| A. D. Confiança (cedido) | Brasil        | 2017-2018 | 38    | 14    |
| C. R. B. (cedido)        | Brasil        | 2019      | 32    | 14    |
| Yokohama F. Marinos      | Japón         | 2021-2022 | 71    | 29    |
| Cerezo Osaka             | Japón         | 2023-2024 | 41    | 14    |
| Kashima Antlers          | Japón         | 2025-     |       |       |
| Total carrera            | Total carrera |           | 277   | 101   |

## Palmarés

### Títulos nacionales
| Título    | Club                | País  | Año  |
| --------- | ------------------- | ----- | ---- |
| J1 League | Yokohama F. Marinos | Japón | 2022 |